# Герб на Лапово
Гербът на Лапово – на град Лапово и на община Лапово (в Шумадийски окръг, Сърбия), е утвърден за официален такъв от март 2000 година.
В средата на герба има щит, върху който е изобразена света Петка като закрилница на града и общината. Кръстът на свети Андрей символизира средищното географско положение на Лапово и общината, като пътен възел още от античността по Виа Милитарис, свързващ долината на Морава по Лепеница с Шумадия. Символно герба допълват пшенични класове, олицетворяващи плодородието на земята по долината в общината, дъбова клонка и зеленината по река Морава.
Дивата свиня на герба е стар символ на трибалите, населявали онези места в древността, а нейният син цвят, както и на коня, с който държат знамената и придържат короната, олицетворява цвета на водите на река Морава.